# Amerykański bobtail
Amerykański bobtail – rzadka rasa kota domowego o charakterystycznym krótkim i grubym („ściętym”) ogonie, wyhodowana w Ameryce w latach 60. XX wieku. 
Długość ogona amerykańskiego bobtaila wynosi od około 1/3 do 1/2 długości normalnego kociego ogona. Krótszy i grubszy ogon powstał w wyniku mutacji genetycznej, która wpłynęła na wygląd zewnętrzny (eksterier), za którą odpowiedzialny jest gen dominujący, podobnie jak w przypadku szczątkowego ogona kota rasy Manx. 
Rasa nie jest spokrewniona z japońskim bobtailem, pomimo podobnej nazwy i wyglądu fizycznego – linie hodowlane tych dwóch ras kotów nie są ze sobą powiązane, a mutacje genetyczne są odmiennego typu: mutacja odpowiedzialna za krótki i gruby ogon amerykańskiego bobtaila jest mutacją o charakterze dominującym, zaś u japońskiego bobtaila ma charakter recesywny.
Amerykańskie bobtaile są mocno zbudowane, mogą być krótkowłose jak i długowłose. Ich sierść jest bardziej kudłata niż gęsta i puszysta, a kolor oczu i sierści może być dowolny. W przypadku kotów biorących udział w konkursach nacisk kładziony jest na „dziki” pręgowany wygląd, przypominający rudego rysia.

## Historia
Pochodzenie amerykańskiego bobtaila nie zostało do końca wyjaśnione i jest słabo udokumentowane. Według miejskiej legendy amerykańskie bobtaile powstały w wyniku skrzyżowania domowego kota pręgowanego i dzikiego rysia. Najprawdopodobniej odmienny krótki ogon, przypominający ogon rysia, powstał w rezultacie przypadkowej, spontanicznej mutacji genetycznej wewnątrz populacji kotów domowych, albo jest powiązany z dominującym genem kotów rasy Manx. 
Pierwotna linia amerykańskich kotów bobtail o krótkim ogonie powstała gdy Yodie, brązowy kocur pręgowany z krótkim ogonem, pokrył samicę kota syjamskiego o typowym umaszczeniu z ciemniejszą maską, uszami, łapami i ogonem. Większość wczesnych linii hodowlanych amerykańskich bobtaili nie była jednak dalej kontynuowana.
W połowie lat 80. XX wieku hodowcy odstąpili od pierwotnego standardu wyglądu amerykańskiego bobtaila ze względu na trudności z doborem właściwych osobników rodzicielskich oraz następstwa chowu wsobnego. Pierwotny wygląd amerykańskiego bobtaila został więc zmodyfikowany przez hodowców. Nowy i uszlachetniony amerykański bobtail może mieć praktycznie wszystkie rodzaje umaszczenia. 
Rasa została uznana przez TICA w 1989 roku. Amerykańskie organizacje TICA, CFA i ACFA dopuściły amerykańskiego bobtaila do udziału w konkursach. Rasa teoretycznie jest uznana również przez chińską organizację CAA, albowiem CAA przyjmuje wszystkie standardy ras uznane przez ACFA. Także niemiecka organizacja WCF zaakceptowała zarówno odmianę długowłosą, jak i krótkowłosą amerykańskiego bobtaila, ale nie został on dopuszczony do brania udziału w konkursach i nie został jeszcze przez WCF opisany standard dla tej rasy.

## Wygląd
Amerykańskie bobtaile to rasa średnich i dużych kotów. Kotki są zazwyczaj mniejsze niż kocury. Dojrzałość osiągają po dwóch lub trzech latach, czyli później niż wiele innych ras kotów domowych.
Dorosły amerykański bobtail jest krzepkim kotem o krótkim ogonie. Jego ciało jest umiarkowanie długie, krępe i o mocnych kościach. Postawa zauważalnie prostokątna. Pierś pełna i szeroka. Biodra są mocno widoczne, praktycznie takiej samej szerokości jak pierś, a tylne łapy są dłuższe niż przednie. Stopy są duże i okrągłe, mogą mieć pęczki włosów na spodniej powierzchni. Głowa jest szeroka, nie ma płaskich powierzchni, wielkość proporcjonalna do reszty ciała. Uszy średniej wielkości, szeroko i równomiernie umiejscowione na górnej i bocznej stronie głowy, z zaokrąglonymi końcami. Oczy prawie w kształcie migdałów, proporcjonalne. Kolor oczu zmienia się w zależności od koloru sierści. Koniec ogona jest widoczny powyżej linii grzbietu, ale nie powyżej stawu skokowego, gdy zwierzę jest w spoczynku. Ogon prosty lub zakrzywiony, może być lekko zakręcony lub mieć guzki.
Do udziału w konkursie amerykańskiego bobtaila dyskwalifikuje zarówno brak ogona, jak i ogon normalnej długości, oraz problemy ze stawem biodrowym. Amerykańskie bobtaile nieposiadające w ogóle ogona, tzw. rumpies, mają problemy zdrowotne, wynikające ze skrócenia kręgosłupa.

## Zachowanie
Amerykańskie bobtaile są chętne do zabawy, dość energiczne i towarzyskie względem właścicieli i opiekunów – proszą o uwagę poprzez miauczenie lub wskakiwanie na ręce. Są na tyle mądre i pomysłowe, by znaleźć wyjście z zamkniętych pomieszczeń i z zabezpieczonych klatek.